# Jombok (Ngantang)
Jombok is een bestuurslaag in het regentschap Malang van de provincie Oost-Java, Indonesië. Jombok telt 4304 inwoners (volkstelling 2010).